# Karatavia kultiassovii
Karatavia kultiassovii är en växtart som är ensam art i släktet Karatavia i familjen flockblommiga växter.
Arten förekommer i Kazakstan. Den beskrevs först som Selinum kultiassovii av Jevgenij Korovin 1950, och fick sitt nu gällande namn av Michail Pimenov och Tatiana Lavrova 1987.